# Le colt était son dieu
Pour plus de détails, voir Fiche technique et Distribution.
Le colt était son dieu (La colt era il suo Dio) est un western spaghetti italien réalisé par Luigi Batzella et Joe D'Amato (ce dernier n'étant pas crédité), sorti en 1972.

## Synopsis
Jackson, originaire de Landford City, y retourne sous une fausse identité pour combattre une bande qui terrorise la ville. Mais les bandits enlèvent sa compagne.

## Fiche technique
- Titre italien original : La colt era il suo Dio
- Titre français : Le Colt était son dieu
- Titre aux États-Unis : God Is My Colt .45
- Genre : Western spaghetti
- Réalisateur : Dean Jones
- Scénario : Arpad De Riso
- Production : Virginia Cinematografica, Regina Film
- Photographie : Giorgio Montagnani
- Montage : Paolo Solvay
- Musique : Vasili Kojucharov
- Maquillage : Liliana Dulac
- Durée : 82 min
- Pays :  Italie
- Année de sortie : 1972
- Distribution en Italie : Indipendenti Regionali

## Distribution
- Jeff Cameron : Mike Jackson
- Krista Nell : Mary Brian
- Esmeralda Barros : Paquita
- Donald O'Brien : Charles
- Sophia Kammara : Carol
- Mark Davis : Manuel
- John Turner : James Klinger
- Attilio Dottesio : Brad Coy
- William Mayor : Richard
- Mauro Mannatrizio : le major de l'armée